# Portrait of the Abyss Within
Portrait of the Abyss Within è il quinto album degli Eldritch, pubblicato nel 2004. È il primo album della band che non prevede la diretta partecipazione di un tastierista, anche se nella versione limited edition Oleg Smirnoff ha collaborato nel brano bonus Quiet Hope.

## Tracce
1. Muddy Clepsydra – 1:17
2. Forbidden – 6:43
3. The World Apart – 4:15
4. This Everlasting Mind Disease – 4:30
5. Picture on The Wall – 2:35
6. Dice Rolling – 5:52
7. Drowning – 3:51
8. Blindfolded Walkthrough – 6:43
9. See You Down – 5:06
10. Slow Motion K Us – 4:08
11. Lonesome Existence – 4:44

### Limited Edition
1. Shallow waters – 6:42
2. Quiet hope – 5:32

## Formazione
- Terence Holler - voce
- Eugene Simone - chitarra
- Rob Peck Proietti - chitarra
- Lisa Oliviero - basso
- Dave Simeone - batteria